# Reprezentacja Mołdawii w piłce nożnej plażowej mężczyzn
Reprezentacja Mołdawii w piłce nożnej plażowej mężczyzn – męska piłkarska reprezentacja Mołdawii w piłce nożnej plażowej. Największymi sukcesami reprezentacji są występy na Igrzyskach Europejskich 2023 i Europejskich Kwalifikacjach 2023.

## Udział w turniejach międzynarodowych

### Mistrzostwa Świata
Na podstawie:
| Rok   | Runda                   | M                       | W                       | P                       | GZ                      | GS                      |
| ----- | ----------------------- | ----------------------- | ----------------------- | ----------------------- | ----------------------- | ----------------------- |
| 2005  | Nie uczestniczyła       | Nie uczestniczyła       | Nie uczestniczyła       | Nie uczestniczyła       | Nie uczestniczyła       | Nie uczestniczyła       |
| 2006  | Nie uczestniczyła       | Nie uczestniczyła       | Nie uczestniczyła       | Nie uczestniczyła       | Nie uczestniczyła       | Nie uczestniczyła       |
| 2007  | Nie uczestniczyła       | Nie uczestniczyła       | Nie uczestniczyła       | Nie uczestniczyła       | Nie uczestniczyła       | Nie uczestniczyła       |
| 2008  | Nie uczestniczyła       | Nie uczestniczyła       | Nie uczestniczyła       | Nie uczestniczyła       | Nie uczestniczyła       | Nie uczestniczyła       |
| 2009  | Nie uczestniczyła       | Nie uczestniczyła       | Nie uczestniczyła       | Nie uczestniczyła       | Nie uczestniczyła       | Nie uczestniczyła       |
| 2011  | Nie zakwalifikowała się | Nie zakwalifikowała się | Nie zakwalifikowała się | Nie zakwalifikowała się | Nie zakwalifikowała się | Nie zakwalifikowała się |
| 2013  | Nie zakwalifikowała się | Nie zakwalifikowała się | Nie zakwalifikowała się | Nie zakwalifikowała się | Nie zakwalifikowała się | Nie zakwalifikowała się |
| 2015  | Nie zakwalifikowała się | Nie zakwalifikowała się | Nie zakwalifikowała się | Nie zakwalifikowała się | Nie zakwalifikowała się | Nie zakwalifikowała się |
| 2017  | Nie zakwalifikowała się | Nie zakwalifikowała się | Nie zakwalifikowała się | Nie zakwalifikowała się | Nie zakwalifikowała się | Nie zakwalifikowała się |
| 2019  | Nie zakwalifikowała się | Nie zakwalifikowała się | Nie zakwalifikowała się | Nie zakwalifikowała się | Nie zakwalifikowała się | Nie zakwalifikowała się |
| 2021  | Nie zakwalifikowała się | Nie zakwalifikowała się | Nie zakwalifikowała się | Nie zakwalifikowała się | Nie zakwalifikowała się | Nie zakwalifikowała się |
| 2023  | Nie zakwalifikowała się | Nie zakwalifikowała się | Nie zakwalifikowała się | Nie zakwalifikowała się | Nie zakwalifikowała się | Nie zakwalifikowała się |
| 2025  | ?                       | ?                       | ?                       | ?                       | ?                       | ?                       |
| Razem | 0/9                     | 0                       | 0                       | 0                       | 0                       | 0                       |

### Mistrzostwa Europy (turniej kwalifikacyjny do MŚ)
Na podstawie:
| Rok   | Runda             | M                 | W                 | P                 | GZ                | GS                |
| ----- | ----------------- | ----------------- | ----------------- | ----------------- | ----------------- | ----------------- |
| 2008  | Nie brała udziału | Nie brała udziału | Nie brała udziału | Nie brała udziału | Nie brała udziału | Nie brała udziału |
| 2009  | Nie brała udziału | Nie brała udziału | Nie brała udziału | Nie brała udziału | Nie brała udziału | Nie brała udziału |
| 2011  | 1/8 finału        | 4                 | 3                 | 1                 | 8                 | 8                 |
| 2013  | Faza grupowa      | 3                 | 0                 | 3                 | 5                 | 19                |
| 2015  | Faza grupowa      | 3                 | 0                 | 3                 | 13                | 27                |
| 2017  | XVI miejsce       | 8                 | 2                 | 6                 | 21                | 47                |
| 2019  | 1/8 finału        | 4                 | 1                 | 3                 | 7                 | 28                |
| 2021  | Faza grupowa      | 2                 | 0                 | 2                 | 3                 | 5                 |
| 2023  | V-VIII miejsce    | 4                 | 2                 | 2                 | 12                | 12                |
| Razem | 7/9               | 28                | 7                 | 20                | 69                | 146               |

### Igrzyska Europejskie
Na podstawie:
| Rok   | Runda                   | M                       | W                       | P                       | GZ                      | GS                      |
| ----- | ----------------------- | ----------------------- | ----------------------- | ----------------------- | ----------------------- | ----------------------- |
| 2015  | Nie zakwalifikowała się | Nie zakwalifikowała się | Nie zakwalifikowała się | Nie zakwalifikowała się | Nie zakwalifikowała się | Nie zakwalifikowała się |
| 2019  | Nie zakwalifikowała się | Nie zakwalifikowała się | Nie zakwalifikowała się | Nie zakwalifikowała się | Nie zakwalifikowała się | Nie zakwalifikowała się |
| 2023  | VI miejsce              | 5                       | 1                       | 4                       | 23                      | 31                      |
| Razem | 1/3                     | 5                       | 1                       | 4                       | 23                      | 31                      |

## Obecny skład
Aktualny skład drużyny można przeglądać tutaj.